# رودني تشايلدرز
رودني تشايلدرز (بالإنجليزية: Rodney Childers)‏ هو سائق سباق أمريكي، ولد في 7 يونيو 1976 في موريسفيل في الولايات المتحدة.

## وصلات خارجية
- رودني تشايلدرز على موقع Racing-Reference.info (الإنجليزية)